# Knetanimation

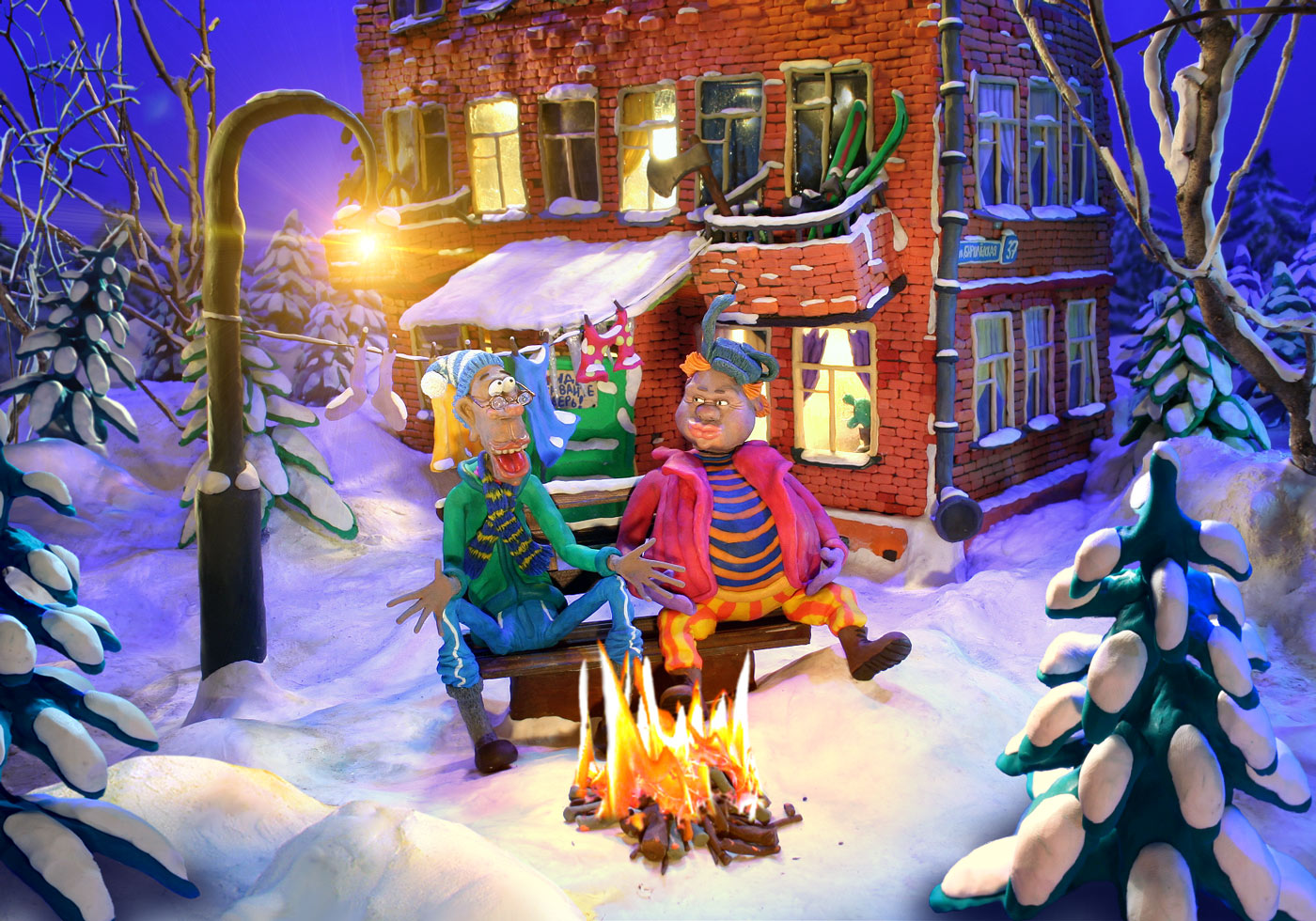
Knetanimation

Knetanimation, Knetfigurentrick oder englisch Claymation (engl. clay „Ton, Lehm“, animation „Belebung“, auch Clay-Motion) bezeichnet eine Animationstechnik, bei der Figuren aus Ton oder Knetgummi (Plastilin) einzelbildweise fotografiert werden. Von Bild zu Bild werden sie dabei verändert, damit im fertigen Film eine flüssige Bewegung zu sehen ist (Stop-Motion).

## Begriff
Der Begriff Knetfigurentrick ist etwas überholt, da heutzutage oft Mischtechniken verwendet werden, bei denen Teile der Figuren aus festem Plastik bestehen und nur noch ausgetauscht werden. Irreführend ist die Übersetzung der englischen Bezeichnung, mit clay als Ton bzw. Lehm. Im Englischen wird Plastilin auch als „oilbased clay“ bezeichnet.
Das Kunstwort ‚claymation‘ wurde 1976 von dem amerikanischen Animator und Regisseur Will Vinton für seine Arbeiten erfunden. Vinton ließ den Begriff rechtlich schützen.

## Geschichte
Das Plastilin wurde 1880 vom Münchner Apotheker Franz Kolb erfunden, damals noch unter der Bezeichnung „Kunst-Modellierthon“. Im englischsprachigen Raum ist das Material unter dem Namen „Plasticine“ bekannt. Als Erfinder gilt hier aufgrund der uneinheitlichen Patentrechte der Engländer William Harbutt, der es 1897 erfunden hat.
Als erster Film mit Knetanimationselementen gilt der Real-Kurzfilm „A Sculptor’s Welsh Rabbit Dream“ der Edison Manufacturing Company aus dem Jahr 1908. Im gleichen Jahr realisierte Wallace McCutcheon sr. mit „The Sculptor’s Nightmare“ einen weiteren Film mit Knetanimations-Elementen. Ab Mitte der 1910er Jahre entstanden zahlreiche weitere Knetanimations-Filme. Zu den Pionieren des Genres zählte Helena Smith Dayton.
In den 1950er Jahren produzierte Art Clokey zahlreiche Filme mit animierten Knetfiguren. Clokey realisierte unter anderem die Kindersendungen „Gumby“ und „Davey and Goliath“
In Deutschland animierte André Roche 1973 für das Studio Cineplast in München die Serien „Die Wilden Männer“ in der Sendung Kli-Kla-Klawitter und „Herr Daniel passt auf“ für den „Deutschen Verkehrssicherheitsrat“ (DVR), beide Serien, die das ZDF ausstrahlte, sowie die Sprachunterricht-Serie „Sprich mit mir“ für das FWU. 1980 traten zwei animierte Knetfiguren in den Sets der ansonsten als Realfilm produzierten Serie Luzie, der Schrecken der Straße auf.
Von 1987 bis 1997 realisierte das Anima Studio für Film & Grafik GmbH in Hamburg die Kinderserie „Plonsters“
Die arbeitsaufwendige Herstellungsweise, die es nicht erlaubt, Bewegungen wiederzuverwenden, und die bei Fehlern eine Szene komplett neu beginnen muss, hat dazu geführt, dass Knetanimation bis in die 1990er Jahre hinein fast nur in Kurzfilmen hauptsächlich fürs Fernsehen verwendet wurde. Erst neue Techniken wie Videokontrolle schon bei der Aufnahme sowie rationalisierte Animation durch auswechselbare Teile, z. B. in den Animationsfilmen des Studios Laika, haben eine Renaissance aufwendigerer und längerer Filme ermöglicht.
Das Knetanimations-Computerspiel „The Neverhood“ von 1996 hat auch heute noch eine große Fangemeinde. Andere Computerspiele, die Knetanimation nutzen, sind „Platypus“ (2002), „Bert the Barbarian“ (1999) und „Cletus Clay“ (2009) von Squashy Software oder auch das Projekt „Dark Oberon“ einiger Studenten der Karls-Universität Prag. In den 1980er und 1990er Jahren war die Schweizer Knetanimation-Produktion Pingu international erfolgreich.
Auf MTV wurde auch „Celebrity Deathmatch“ ausgestrahlt, bei dem Knetfiguren, die bekannten Personen nachempfunden sind, gegeneinander in einem Wrestling-Match antreten.
Zu den wohl bekanntesten Knetfiguren zählen „Wallace & Gromit“ von Nick Park (Aardman Animations) und „Mary & Max“ von Adam Elliot, der auch den oscarprämierten Animationsfilm „Harvie Krumpet“ gedreht hat. Der englische Regisseur und Animateur Richard Goleszowski wurde durch zwei Staffeln Creature Comforts und Shaun das Schaf bekannt.